# Itä Matkajärvi
Itä Matkajärvi är en sjö i Övertorneå kommun i Norrbotten och ingår i Torneälvens huvudavrinningsområde. Sjön har en area på 0,36 kvadratkilometer och ligger 133 meter över havet. Sjön avvattnas av vattendraget Matkaoja.

## Delavrinningsområde
Itä Matkajärvi ingår i det delavrinningsområde (737800-183674) som SMHI kallar för Utloppet av Itä Matkajärvi. Medelhöjden är 160 meter över havet och ytan är 5,5 kvadratkilometer. Räknas de 2 avrinningsområdena uppströms in blir den ackumulerade arean 13,35 kvadratkilometer. Matkaoja som avvattnar avrinningsområdet har biflödesordning 3, vilket innebär att vattnet flödar genom totalt 3 vattendrag innan det når havet efter 84 kilometer. Avrinningsområdet består mestadels av skog (86 procent). Avrinningsområdet har 0,42 kvadratkilometer vattenytor vilket ger det en sjöprocent på 7,6 procent.